# Chionoecetes tanneri
Chionoecetes tanneri is een krabbensoort uit de familie van de Oregoniidae. De wetenschappelijke naam van de soort is voor het eerst geldig gepubliceerd in 1893 door Rathbun.